# Ancolioceras
Ancolioceras là một chi động vật chân đầu đã tuyệt chủng thuộc phận lớp Ammonite.